# Марія Парр
Марія Парр (норв. Maria Parr, *18 січня 1981, хутір Фіско, комуна Ванюльвен, Норвегія) – норвезька дитяча письменниця.

## Творчість
Дебютувала в літературі 2005 року книжкою «Вафельне серце». Це – весела й водночас сумна розповідь про пригоди 9-річного хлопчика Трілле та його сусідки й однокласниці Лени. Лена – заводійка й непосида, що багато в чому схожа на Пеппі Довгапанчоха. Трілле ж навпаки – виважений і поміркований. Він упевнений, що Лена – його найкращий друг, але не певен, чи так само найкращим другом вважає і вона його. Удвох діти наминають смачні вафлі, бавляться у війну, виступають в ролі вуличних музикантів, вирушають зганяти овець і влаштовують Ноїв ковчег. Але одного дня все зненацька обривається.
«Вафельне серце» отримало вельми прихильні відгуки, 2011 року за цією книжкою знято багатосерійний художній фільм.
Після виходу книжки у світ П. навіть назвали «новою Астрід Ліндґрен».
2009 року вийшла друга книжка П. – «Тоня Ґліммердал», яку було відзначено престижною норвезькою літературною премією Браги в категорії «дитяча література». Головна героїня твору, рудоволоса Тоня – безстрашна, спритна і вперта. Та попри це вона часто потерпає через самотність. Найкращий Тонин друг – непривітний Ґунвальд, якому 74 роки, і знають вони одне одного, як облуплених. Та чи справді це так? Коли Ґунвальд потрапляє в лікарню з переломом, Тоні відкривається його величезна таємниця, що навіки може зруйнувати затишне життя в Ґліммердалі.
Парр пише новонорвезькою мовою. Товариство підтримки й розвитку новонорвезької мови «Норегс Моллаг» (Noregs Mållag) двічі присуджувало їй премію «За дитячу літературу новонорвезькою». Обидві книжки письменниці перекладено багатьма мовами.

## Головні нагороди
- Премія «За дитячу літературу новонорвезькою» (2005, за «Вафельне серце»)
- Премія фонду вікарія Альфреда Андерсона-Рюстса (2006, за «Вафельне серце») та багато иншого

- Премія Уле Віга (2009)
- Премія Браги (2009, за «Тоня Ґліммердал»)
- Літературна премія Асоціації норвезьких критиків «За найкращу книгу для дітей та юнацтва» (2010, за «Тоня Ґліммердал»)
- Премія Luchs (Німеччина) (2010, за «Тоня Ґліммердал»)

## Українські переклади
Українською твори Парр переклала Галина Кирпа.
- Вафельне серце (Вінниця : Теза, 2011; Харків : Читаріум, 2019)
- Тоня Ґліммердал (Вінниця : Теза, 2012)
- Воротар і море (Харків : Читаріум, 2019)